# Lacul de acumulare Stânca–Costești
Lacul Stânca–Costești este un lac de acumulare situat pe cursul râului Prut, la hotarul dintre România și Republica Moldova.

## Caracteristici
Lacul Stânca–Costești este cel mai mare lac de pe teritoriul Republicii Moldova. Este construit în nord-vestul acesteia, în  Câmpia Moldovei de Nord.